# Jesús Juárez Párraga

Erzbischofswappen von Jesús Suárez Párraga

Jesús Juárez Párraga SDB (* 22. Juli 1943 in Alquerías, Spanien) ist ein spanischer Ordensgeistlicher und emeritierter römisch-katholischer Erzbischof von Sucre.

## Leben
Jesús Juárez Párraga trat in die Ordensgemeinschaft der Salesianer Don Boscos ein und empfing am 16. Dezember 1972 das Sakrament der Priesterweihe.
Am 16. April 1988 ernannte ihn Papst Johannes Paul II. zum Titularbischof von Gummi in Proconsulari und zum Weihbischof in La Paz. Der Apostolische Nuntius in Bolivien, Erzbischof Santos Abril y Castelló, spendete ihm am 18. Juni desselben Jahres die Bischofsweihe; Mitkonsekratoren waren der Erzbischof von La Paz, Luis Sáinz Hinojosa OFM, und der Bischof von Oruro, Julio Terrazas Sandoval CSsR.
Am 25. Juni 1994 ernannte ihn Johannes Paul II. zum ersten Bischof des mit gleichem Datum errichteten Bistums El Alto.
Am 2. Februar 2013 ernannte ihn Papst Benedikt XVI. zum Erzbischof von Sucre. Die Amtseinführung erfolgte am 20. März desselben Jahres.
Papst Franziskus nahm am 11. Februar 2020 seinen altersbedingten Rücktritt an.